# Альбалате-дель-Арсобіспо
Альбалате-дель-Арсобіспо (ісп. Albalate del Arzobispo) — муніципалітет в Іспанії, у складі автономної спільноти Арагон, у провінції Теруель. Населення — 2155 осіб (2010).
Муніципалітет розташований на відстані близько 280 км на схід від Мадрида, 100 км на північний схід від міста Теруель.

## Демографія
Динаміка населення (INE ):